# Oliver Bearman
Oliver James „Ollie” Bearman (Chelmsford, 2005. május 8. –) brit autóversenyző, aki a Haas F1 Team színeiben versenyez a Formula–1 világbajnokságban. Öccse Thomas szintén autóversenyző.

## Pályafutása

### Gokart
2013-ban kezdett el gokartozni versenyszerűen, a helyi Trent Valley Kart Clubban versenyzett. Ezután a Super 1 National Championshipsben vett részt, ahol kétszer is 2. helyen zárta a szezont, 2016-ban és 2017-ben is, a kadett kategóriában versenyezve. Majd megnyerte a Kartmasters Brit futamot, 2019-ben pedig megnyerte az IAME International Finalt, az IAME Euro Seriest és az IAME Winter Cupot is.

### Formula–4
2020-ban debütált formula-autóban, az ADAC Formula 4 Championshipben az US Racing pilótájaként, mellette pedig az Olasz Formula–4-bajnokságban is versenyzett. A német szériában rendszeres pontszerzéssel kezdte a szezont, majd meg is szerezte első győzelmét a Hockenheimringen. Ezután két dobogót szerzett a Nürburgringen valamint Oscherslebenben, ezzel 7. helyen zárva a bajnokságot újonc csapattársa Vladislav Lomko előtt, de másik csapattársa és a legjobb újonc Tim Tramnitz mögött. Az olasz bajnokságban kétszer állt dobogón, ebből az egyik egy győzelem volt a vallelungai pályán, végül 10. helyen zárta a szezont.
A 2021-es szezonra Bearman váltott a Van Amersfoort Racing csapatára, és a tavalyi évhez hasonlóan ismét mindkét sorozatban indult. Az olasz szériában 3. hellyel kezdett a Paul Ricardon, ezután pedig zsinórban kilenc futamon állt dobogóra, és sorozatban hét futamot nyert meg. Ezek között volt két győzelem Misanoban, három Vallelungában és kettő Imolában. Viszont ezután diszkvalifikálták az imolai harmadik futamról nem megfelelő motorbeállítások miatt, így hiába nyerte meg a futamot eredetileg. Bearman ezután megnyerte nyolcadik futamát is a Red Bull Ringen. Az utolsó előtti versenyen pedig bebiztosította a bajnoki címet Tim Tramnitz előtt.
A német bajnokságban hat győzelmet szerzett, és az utolsó nürburgringi futamon megnyerte a bajnoki címet, ezzel ő lett az első pilóta, aki egy évben két F4-es bajnokságot is meg tudott nyerni.
2021 szeptemberében a két F4-es bajnoki címének köszönhetően jelölték a Autosport BRDC Awardra, decemberben pedig megkapta a Henry Surtees Awardot a kiemelkedő teljesítményének köszönhetően.

### BRDC Formula 3 Championship
Az F4 mellett versenyzett a BRDC British Formula 3 Championshipben is, a Fortec Motorsports csapattal Roberto Faria és Mikkel Grundtvig oldalán. Jól kezdte a szezont, két 2. helyet szerzett az első kettő futamon Brands Hatchen.

### Formula–3
2021. október 31-én jelentették be, hogy Bearman a Prema csapattal fog részt venni a szezonvégi teszteken Jak Crawford, Arthur Leclerc és Paul Aron mellett.
2021. december 28-án bejelentették, hogy Leclerc és Crawford oldalán fog versenyezni a 2022-es szezonban.

### Formula–1
2021 októberében Bearmant nevezték meg az egyik döntősként a Ferrari Driver Academy tehetségkutató döntőjében. A következő hónapban bejelentették, hogy csatlakozik az akadémiához a gokart bajnok Rafael Câmara mellett.
2024. március 8-án a Scuderia Ferrari bejelentette, hogy Bearman fog vezetni Carlos Sainz Jr. helyett a szaúd-arábiai nagydíjon, miután a spanyol pilóta vakbélműtét miatt nem tud rajthoz állni.
2024 júliusában vált hivatalossá, hogy a 2025-ös szezontól állandó versenyzői ülést kap a Haasban, Esteban Ocon csapattársaként.
A 2024-es szezonban a Haas színeiben is rajthoz áll egy versenyen, miután Kevin Magnussent egy futamra eltiltották, az azeri nagydíjon Bearman versenyez a dán pilóta helyett.

## Eredményei

### Karrier összefoglaló
| Szezon | Bajnokság                           | Csapat                      | Verseny        | Győzelem       | Pole           | Leggyorsabb kör | Dobogós helyezés | Pont           | Helyezés       |
| ------ | ----------------------------------- | --------------------------- | -------------- | -------------- | -------------- | --------------- | ---------------- | -------------- | -------------- |
| 2020   | ADAC Formula 4                      | US Racing                   | 21             | 1              | 0              | 1               | 3                | 144            | 7.             |
| 2020   | Olasz Formula–4                     | US Racing                   | 8              | 1              | 0              | 1               | 2                | 85             | 10.            |
| 2021   | ADAC Formula 4                      | Van Amersfoort Racing       | 18             | 6              | 5              | 4               | 11               | 295            | 1.             |
| 2021   | Olasz Formula–4                     | Van Amersfoort Racing       | 21             | 11             | 8              | 2               | 15               | 343            | 1.             |
| 2021   | Brit Formula–3                      | Fortec Motorsports          | 9              | 1              | 2              | 1               | 4                | 163            | 14.            |
| 2022   | Formula Regionális Ázsiai bajnokság | Mumbai Falcons India Racing | 6              | 0              | 0              | 0               | 1                | 29             | 15.            |
| 2022   | Formula–3                           | Prema Racing                | 18             | 1              | 0              | 1               | 8                | 132            | 3.             |
| 2023   | Formula–2                           | Prema Racing                | 26             | 4              | 3              | 2               | 6                | 130            | 6.             |
| 2023   | Formula–1                           | Haas F1 Team                | Tesztversenyző | Tesztversenyző | Tesztversenyző | Tesztversenyző  | Tesztversenyző   | Tesztversenyző | Tesztversenyző |
| 2024   | Formula–2                           | Prema Racing                | 4              | 3              | 0              | 0               | 3                | 75             | 12.            |
| 2024   | Formula–1                           | Scuderia Ferrari            | 1              | 0              | 0              | 0               | 0                | 7              | 18.            |
| 2024   | Formula–1                           | Haas F1 Team                | 2              | 0              | 0              | 0               | 0                | 7              | 18.            |
| 2025   | Formula–1                           | Haas F1 Team                | 11             | 0              | 0              | 0               | 0                | 6*             | 18*            |

* Szezon folyamatban.

### Teljes FIA Formula–3-as eredménysorozata
(Táblázat értelmezése)

(Félkövér: pole-pozícióból indult; dőlt: leggyorsabb kört futott) 

| Év   | Csapat       | 1         | 2         | 3          | 4          | 5          | 6         | 7         | 8         | 9          | 10        | 11        | 12        | 13        | 14        | 15         | 16         | 17        | 18        | Helyezés | Pont |
| ---- | ------------ | --------- | --------- | ---------- | ---------- | ---------- | --------- | --------- | --------- | ---------- | --------- | --------- | --------- | --------- | --------- | ---------- | ---------- | --------- | --------- | -------- | ---- |
| 2022 | Prema Racing | BHR SPR 2 | BHR FEA 6 | IMO SPR 12 | IMO FEA 17 | ESP SPR 12 | ESP FEA 5 | GBR SPR 9 | GBR FEA 3 | AUT SPR 16 | AUT FEA 3 | HUN SPR 5 | HUN FEA 3 | BEL SPR 1 | BEL FEA 3 | NED SPR 11 | NED FEA 25 | ITA SPR 2 | ITA FEA 2 | 3.       | 132  |

### Teljes FIA Formula–2-es eredménysorozata
(Táblázat értelmezése)

(Félkövér: pole-pozícióból indult; dőlt: leggyorsabb kört futott) 

| Év   | Csapat       | 1          | 2          | 3          | 4          | 5          | 6          | 7         | 8          | 9          | 10         | 11         | 12         | 13        | 14         | 15         | 16        | 17         | 18         | 19         | 20         | 21         | 22         | 23        | 24        | 25         | 26         | 27        | 28        | Helyezés | Pont |
| ---- | ------------ | ---------- | ---------- | ---------- | ---------- | ---------- | ---------- | --------- | ---------- | ---------- | ---------- | ---------- | ---------- | --------- | ---------- | ---------- | --------- | ---------- | ---------- | ---------- | ---------- | ---------- | ---------- | --------- | --------- | ---------- | ---------- | --------- | --------- | -------- | ---- |
| 2023 | Prema Racing | BHR SPR 15 | BHR FEA 14 | KSA SPR Ki | KSA FEA 10 | AUS SPR 7  | AUS FEA 17 | AZE SPR 1 | AZE FEA 1  | MON SPR Ki | MON FEA 11 | ESP SPR 7  | ESP FEA 1  | AUT SPR 8 | AUT FEA 5  | GBR SPR 6  | GBR FEA 8 | HUN SPR 3  | HUN FEA 12 | BEL SPR 12 | BEL FEA 7  | NED SPR 3^ | NED FEA Ki | ITA SPR 6 | ITA FEA 1 | UAE SPR 10 | UAE FEA Ki |           |           | 6.       | 130  |
| 2024 | Prema Racing | BHR SPR 16 | BHR FEA 15 | KSA SPR Vi | KSA FEA Vi | AUS SPR 14 | AUS FEA 9  | IMO SPR 5 | IMO FEA 19 | MON SPR 11 | MON FEA 4  | ESP SPR 21 | ESP FEA 14 | AUT SPR 1 | AUT FEA Ki | GBR SPR Ki | GBR FEA 7 | HUN SPR 10 | HUN FEA 15 | BEL SPR 7  | BEL FEA Ki | ITA SPR 1  | ITA FEA 7  | AZE SPR   | AZE FEA   | QAT SPR 1  | QAT FEA 12 | UAE SPR 4 | UAE FEA 5 | 12.      | 75   |

^ A versenyt kevesebb, mint 2 kör után félbeszakították, így nem osztottak pontokat.

### Teljes Formula–1-es eredménysorozata
(Táblázat értelmezése)

(Félkövér: pole-pozícióból indult; dőlt: leggyorsabb kört futott) 

| Év   | Csapat  | 1      | 2     | 3      | 4      | 5      | 6      | 7      | 8      | 9      | 10     | 11     | 12     | 13     | 14  | 15  | 16  | 17     | 18  | 19     | 20     | 21     | 22     | 23  | 24  | Helyezés | Pont |
| ---- | ------- | ------ | ----- | ------ | ------ | ------ | ------ | ------ | ------ | ------ | ------ | ------ | ------ | ------ | --- | --- | --- | ------ | --- | ------ | ------ | ------ | ------ | --- | --- | -------- | ---- |
| 2023 | Haas    | BHR    | SAU   | AUS    | AZE    | MIA    | MON    | ESP    | CAN    | AUT    | GBR    | HUN    | BEL    | NED    | ITA | SIN | JPN | QAT    | USA | MEX Tp | BRA    | LVS    | UAE Tp |     |     | —        | —    |
| 2024 | Ferrari | BHR    | SAU 7 | AUS    | JPN    | CHN    | MIA    |        |        |        |        |        |        |        |     |     |     |        |     |        | MEX Tp |        |        |     |     | 18.      | 7    |
| 2024 | Haas    |        |       |        |        |        |        | EMI Tp | MON    | CAN    | ESP Tp | AUT    | GBR Tp | HUN Tp | BEL | NED | ITA | AZE 10 | SIN | USA    |        | BRA 12 | LVS    | QAT | UAE | 18.      | 7    |
| 2025 | Haas    | AUS 14 | CHN 8 | JPN 10 | BHR 10 | SAU 13 | MIA Ki | EMI 17 | MON 12 | ESP 17 | CAN 11 | AUT 11 | GBR 11 | BEL 11 | HUN | NED | ITA | AZE    | SIN | USA    | MEX    | BRA    | LVS    | QAT | UAE | 18.*     | 8*   |

* A szezon jelenleg is zajlik.